# Адам, Мартин (футболист)
Ма́ртин А́дам (венг. Ádám Martin; род. 6 ноября 1994, Будапешт) — венгерский футболист, нападающий клуба «Астерас» и сборной Венгрии. Участник чемпионата Европы 2024.

## Клубная карьера
Адам — воспитанник клубов «Бордани», «Жеол» и «Вашаш». 7 октября 2012 года в матче против дублёров «Уйпешта» он дебютировал во Второй лиге Венгрии в составе последнего. 10 марта 2013 года в поединке против «Цегледа» Мартин забил свой первый гол за «Вашаш». В 2015 году игрок помог клубу выйти в элиту. 18 июля в матче против «Диошдьёра» он дебютировал в чемпионате Венгрии. В 2019 году Адам перешёл в «Ракоци». 31 марта в матче против «Дьёра» он дебютировал за новую команду. В этом же поединке Мартин забил свой первый гол за «Ракоци».
Летом 2020 года Адам перешёл в «Пакш». 15 августа в матче против «Уйпешта» он дебютировал за новый клуб. В этом же поединке Мартин забил свой первый гол за «Пакш». 23 апреля 2022 года в матче «Залаэгерсега» он сделал хет-трик. По итогам сезона Мартин забил 31 гол и стал лучшим бомбардиром чемпионата.
Летом 2022 года Адам подписал контракт с южнокорейским «Ульсан Хёндэ». 2 августа в матче против «Сеула» он дебютировал в K-Лиге. 13 августа в поединке против «Тэгу» Мартин забил свой первый гол за «Ульсан Хёндэ». В составе команды игрок дважды стал чемпионом страны. Летом 2024 года Мартин перешёл в греческий «Астерас». 18 августа в матче против «Панатинаикоса» он дебютировал в греческой Суперлиге. 
11 ноября 2024 года стал свободным агентом.  

## Международная карьера
24 марта 2022 года в товарищеском матче против сборной Сербии Адам дебютировал за сборную Венгрии. 23 марта 2023 года в поединке против сборной Эстонии он забил свой первый гол за национальную команду.
В 2024 году Мартин принял участие в чемпионате Европы 2024 в Германии. На турнире он сыграл в матчах против сборных Германии, Швейцарии и Шотландии.

### Голы за сборную Венгрии
| #   | Дата           | Место                            | Противник | Счёт | Результат | Соревнование                       |
| --- | -------------- | -------------------------------- | --------- | ---- | --------- | ---------------------------------- |
| 01. | 23 марта 2023  | Ференц Пушкаш, Будапешт, Венгрия | Эстония   | 1:0  | 1:0       | Товарищеский матч                  |
| 02. | 27 марта 2023  | Ференц Пушкаш, Будапешт, Венгрия | Болгария  | 3:0  | 3:0       | Чемпионат Европы 2024 квалификация |
| 03. | 16 ноября 2023 | Васил Левски, София, Болгария    | Болгария  | 0:1  | 2:2       | Чемпионат Европы 2024 квалификация |

## Достижения
Клубные
 «Ульсан Хёндэ»
- Победитель K-Лиги (2) — 2022, 2023

Личные
- Лучший бомбардир чемпионата Венгрии (31 мяч) — 2021/2022